# Marianne Jönsson
Jane Marianne Jönsson (i riksdagen kallad Jönsson i Degerhamn), född Nilsson 13 juni 1933 i Södra Möckleby församling i Kalmar län, död 25 maj 2017 i Segerstads distrikt i Kalmar län, var en svensk politiker (centerpartist). Hon var ersättare i riksdagen för Ivan Svanström under åren 1976 och 1978 samt ersättare för Agne Hansson under 1986. Från 1988 till 1994 var hon ordinarie riksdagsledamot, invald för Kalmar läns valkrets. Till yrket var Jönsson adjunkt.

## Biografi
Marianne Jönsson var dotter till mjölnaren Knut Nilsson och bagerskan Lilly Olsson. Hon gifte sig 1956 med lantbrukaren Börje Jönsson (1928–2007). Makarna drev ett lantbruk i Seby by i Segerstads socken på sydöstra Öland. Hon var verksam som folkskollärare 1955–1967 och tog fil.mag.-examen 1968 och var fram till sin pension adjunkt.
Marianne Jönsson var ledamot av Kalmar läns landsting 1971–1988. I riksdagen var hon ledamot i utbildningsutskottet 1993–1994 och i olika perioder suppleant i arbetsmarknadsutskottet, socialförsäkringsutskottet och utbildningsutskottet. Hon engagerade sig främst i frågor om regionalstöd, socialpolitik och utbildningspolitik.
År 1993 mottog hon utmärkelsen Årets ölänning.